# Izrael na Eurovision Song Contest
Izrael se zúčastnil 47 ročníků soutěže Eurovision Song Contest, poprvé v roce 1973. Izrael hostil soutěž 3krát, v letech 1979 a 1999 v Jeruzalému a v roce 2019 v Tel Avivu.
Izrael vyhrál soutěž čtyřikrát, poprvé v roce 1973 Ilanit s písní „Ahava Hi Shir Lishnayim“. Následně země vyhrála dvakrát po sobě, nejprve v roce 1978 Izhar Cohen a skupina Alphabeta s písní „A-Ba-Ni-Bi“ a o rok později skupina Milk and Honey se skladbou „Hallelujah“. V roce 1980 se Izrael rozhodl neuspořádat soutěž podruhé v řadě na svém území, a to z finančních důvodů. Jelikož datum ročníku konaného v Haagu kolidovalo s datem konání svátku Jom ha-zikaron, země nakonec ze soutěže odstoupila. Jedná se o jediný případ, kdy se země rok po vítězství nezúčastnila Eurovize. Třetí vítězství pro Izrael zajistila v roce 1998 Dana International s písní „Diva“, počtvrté byla v roce 2018 nejlepší Netta s písní „Toy“.
Od zavedení semifinálových kol v roce 2004 země nepostoupila do finále 6krát. Izrael zatím ani jednou neskončil poslední, předposlední ale skončil třikrát, a to v letech 1986, 1993 a 2006. Od poroty navíc získal v roce 2019 0 bodů.

## Výsledky
| Rok                    | Interpret                   | Píseň                                           | Jazyk                                  | Finále                 | Finále                 | Semifinále                  | Semifinále                  |
| Rok                    | Interpret                   | Píseň                                           | Jazyk                                  | Pořadí                 | Body                   | Pořadí                      | Body                        |
| ---------------------- | --------------------------- | ----------------------------------------------- | -------------------------------------- | ---------------------- | ---------------------- | --------------------------- | --------------------------- |
| 1973                   | Ilanit                      | „Ey Sham“ (אי שם‎)                               | hebrejština                            | 4.                     | 97                     | nekonalo se                 | nekonalo se                 |
| 1974                   | Poogy                       | „Natati La Khaiai“ (נתתי לה חיי‎)                | hebrejština                            | 7.                     | 11                     | nekonalo se                 | nekonalo se                 |
| 1975                   | Shlomo Artzi                | „At Ve'Ani“ (את ואני‎)                           | hebrejština                            | 11.                    | 40                     | nekonalo se                 | nekonalo se                 |
| 1976                   | Chocolate, Menta, Mastik    | „Emor Shalom“ (אמור שלום‎)                       | hebrejština                            | 6.                     | 77                     | nekonalo se                 | nekonalo se                 |
| 1977                   | Ilanit                      | „Ahava Hi Shir Lishnayim“ (אהבה היא שיר לשניים‎) | hebrejština                            | 11.                    | 49                     | nekonalo se                 | nekonalo se                 |
| 1978                   | Izhar Cohen a Alphabeta     | „A-Ba-Ni-Bi“ (א-ב-ני-בי‎)                        | hebrejština                            | 1.                     | 157                    | nekonalo se                 | nekonalo se                 |
| 1979                   | Milk and Honey              | „Hallelujah“ (הללויה‎)                           | hebrejština                            | 1.                     | 125                    | nekonalo se                 | nekonalo se                 |
| bez účasti v roce 1980 |                             |                                                 |                                        |                        |                        | nekonalo se                 | nekonalo se                 |
| 1981                   | Habibi                      | „Halayla“ (הלילה‎)                               | hebrejština                            | 7.                     | 56                     | nekonalo se                 | nekonalo se                 |
| 1982                   | Avi Toledano                | „Hora“ (הורה‎)                                   | hebrejština                            | 2.                     | 100                    | nekonalo se                 | nekonalo se                 |
| 1983                   | Ofra Haza                   | „Hi“ (חי‎)                                       | hebrejština                            | 2.                     | 136                    | nekonalo se                 | nekonalo se                 |
| bez účasti v roce 1984 |                             |                                                 |                                        |                        |                        | nekonalo se                 | nekonalo se                 |
| 1985                   | Izhar Cohen                 | „Olé, Olé“ (עולה, עולה‎)                         | hebrejština                            | 5.                     | 93                     | nekonalo se                 | nekonalo se                 |
| 1986                   | Moti Giladi a Sarai Tzuriel | „Yavo Yom“ (יבוא יום‎)                           | hebrejština                            | 19.                    | 7                      | nekonalo se                 | nekonalo se                 |
| 1987                   | Datner a Kushnir            | „Shir Habatlanim“ (שיר הבטלנים‎)                 | hebrejština                            | 8.                     | 73                     | nekonalo se                 | nekonalo se                 |
| 1988                   | Yardena Arazi               | „Ben Adam“ (בן אדם‎)                             | hebrejština                            | 7.                     | 85                     | nekonalo se                 | nekonalo se                 |
| 1989                   | Gili a Galit                | „Derekh Hamelekh“ (דרך המלך‎)                    | hebrejština                            | 12.                    | 50                     | nekonalo se                 | nekonalo se                 |
| 1990                   | Rita                        | „Shara Barkhovot“ (שרה ברחובות‎)                 | hebrejština                            | 18.                    | 16                     | nekonalo se                 | nekonalo se                 |
| 1991                   | Duo Datz                    | „Kan“ (כאן‎)                                     | hebrejština                            | 3.                     | 139                    | nekonalo se                 | nekonalo se                 |
| 1992                   | Dafna                       | „Ze Rak Sport“ (זה רק ספורט‎)                    | hebrejština                            | 6.                     | 85                     | nekonalo se                 | nekonalo se                 |
| 1993                   | Lehakat Shiru               | „Shiru“ (שירו‎)                                  | hebrejština, angličtina                | 24.                    | 4                      | Kvalifikacija za Millstreet | Kvalifikacija za Millstreet |
| bez účasti v roce 1994 | bez účasti v roce 1994      | bez účasti v roce 1994                          | bez účasti v roce 1994                 | bez účasti v roce 1994 | bez účasti v roce 1994 | nekonalo se                 | nekonalo se                 |
| 1995                   | Liora                       | „Amen“ (אמן‎)                                    | hebrejština                            | 8.                     | 81                     | nekonalo se                 | nekonalo se                 |
| 1996                   | Galit Bell                  | „Shalom Olam“ (שלום עולם‎)                       | hebrejština                            | nekvalifikoval se      | nekvalifikoval se      | 28.                         | 12                          |
| bez účasti v roce 1997 | bez účasti v roce 1997      | bez účasti v roce 1997                          | bez účasti v roce 1997                 | bez účasti v roce 1997 | bez účasti v roce 1997 | nekonalo se                 | nekonalo se                 |
| 1998                   | Dana International          | „Diva“ (דיווה‎)                                  | hebrejština                            | 1.                     | 172                    | nekonalo se                 | nekonalo se                 |
| 1999                   | Eden                        | „Happy Birthday“                                | hebrejština, angličtina                | 5.                     | 93                     | nekonalo se                 | nekonalo se                 |
| 2000                   | PingPong                    | „Sameach“ (שמח‎)                                 | hebrejština                            | 22.                    | 7                      | nekonalo se                 | nekonalo se                 |
| 2001                   | Tal Sondak                  | „Ein Davar“ (אין דבר‎)                           | hebrejština                            | 16.                    | 25                     | nekonalo se                 | nekonalo se                 |
| 2002                   | Sarit Hadad                 | „Light a Candle“                                | hebrejština, angličtina                | 12.                    | 37                     | nekonalo se                 | nekonalo se                 |
| 2003                   | Lior Narkis                 | „Words for Love“                                | hebrejština                            | 19.                    | 17                     | nekonalo se                 | nekonalo se                 |
| 2004                   | David D'Or                  | „Leha'amin“ (להאמין‎)                            | hebrejština, angličtina                | nepostup               | nepostup               | 11.                         | 57                          |
| 2005                   | Shiri Maimon                | „HaSheket SheNish'ar“ (השקט שנשאר‎)              | angličtina, hebrejština                | 4.                     | 154                    | 7.                          | 158                         |
| 2006                   | Eddie Butler                | „Together We Are One“                           | angličtina, hebrejština                | 23.                    | 4                      | TOP 11 z předchozího roku   | TOP 11 z předchozího roku   |
| 2007                   | Teapacks                    | „Push the Button“                               | angličtina, francouzština, hebrejština | nepostup               | nepostup               | 24.                         | 17                          |
| 2008                   | Boaz                        | „The Fire in Your Eyes“                         | hebrejština                            | 9.                     | 124                    | 5.                          | 104                         |
| 2009                   | Noa a Mira Awad             | „There Must Be Another Way“                     | angličtina, hebrejština, arabština     | 16.                    | 53                     | 7.                          | 75                          |
| 2010                   | Harel Skaat                 | „Milim“ (מילים‎)                                 | hebrejština                            | 14.                    | 71                     | 8.                          | 71                          |
| 2011                   | Dana International          | „Ding Dong“                                     | hebrejština, angličtina                | nepostup               | nepostup               | 15.                         | 38                          |
| 2012                   | Izabo                       | „Time“                                          | angličtina, hebrejština                | nepostup               | nepostup               | 13.                         | 33                          |
| 2013                   | Moran Mazor                 | „Rak Bishvilo“ (רק בשבילו‎)                      | hebrejština                            | nepostup               | nepostup               | 14.                         | 40                          |
| 2014                   | Mei Finegold                | „Same Heart“                                    | angličtina, hebrejština                | nepostup               | nepostup               | 14.                         | 19                          |
| 2015                   | Nadav Guedj                 | „Golden Boy“                                    | angličtina                             | 9.                     | 97                     | 3.                          | 151                         |
| 2016                   | Hovi Star                   | „Made of Stars“                                 | angličtina                             | 14.                    | 135                    | 7.                          | 147                         |
| 2017                   | Imri                        | „I Feel Alive“                                  | angličtina                             | 23.                    | 39                     | 3.                          | 207                         |
| 2018                   | Netta                       | „Toy“                                           | angličtina                             | 1.                     | 529                    | 1.                          | 283                         |
| 2019                   | Kobi Marimi                 | „Home“                                          | angličtina                             | 23.                    | 35                     | hostitelská země            | hostitelská země            |
| 2020                   | Eden Alene                  | „Feker Libi“ (ፍቅር ልቤ)                           | angličtina, amharština                 | ročník zrušen          | ročník zrušen          | ročník zrušen               | ročník zrušen               |
| 2021                   | Eden Alene                  | „Set Me Free“                                   | angličtina                             | 17.                    | 93                     | 5.                          | 192                         |
| 2022                   | Michael Ben David           | „I.M“                                           | angličtina                             | nepostup               | nepostup               | 13.                         | 61                          |
| 2023                   | Noa Kirel                   | „Unicorn“                                       | angličtina                             | 3.                     | 362                    | 3.                          | 127                         |
| 2024                   | Eden Golan                  | „Hurricane“                                     | angličtina, hebrejština                | 5.                     | 375                    | 1.                          | 194                         |
| 2025                   | Juval Rafael                | „New Day Will Rise“                             | angličtina, hebrejština, francouzština | 2.                     | 357                    | 1.                          | 203                         |

| Legenda | Legenda                              |
| ------- | ------------------------------------ |
| 1       | 1. místo                             |
| 2       | 2. místo                             |
| 3       | 3. místo                             |
| ◁       | poslední místo                       |
| X       | interpret vybrán, ale nezúčastnil se |

## Galerie

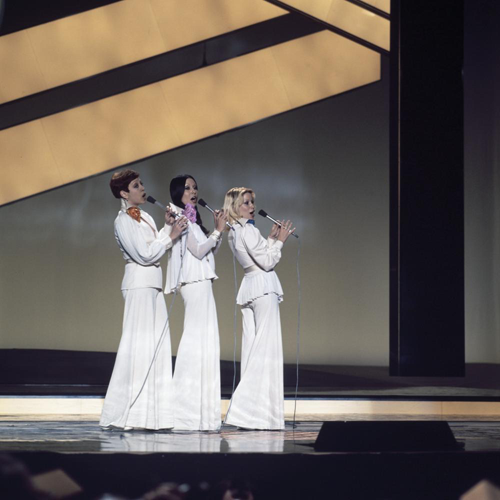
Chocolate, Menta, Mastik v Haagu (1976)
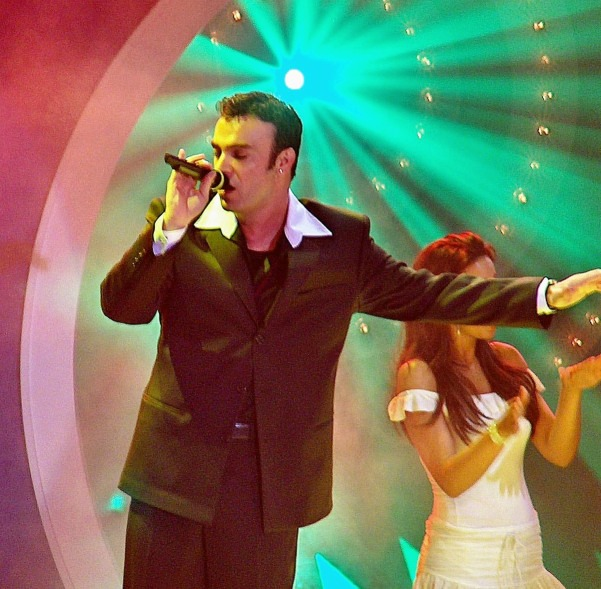
David D'Or v Istanbulu (2004)
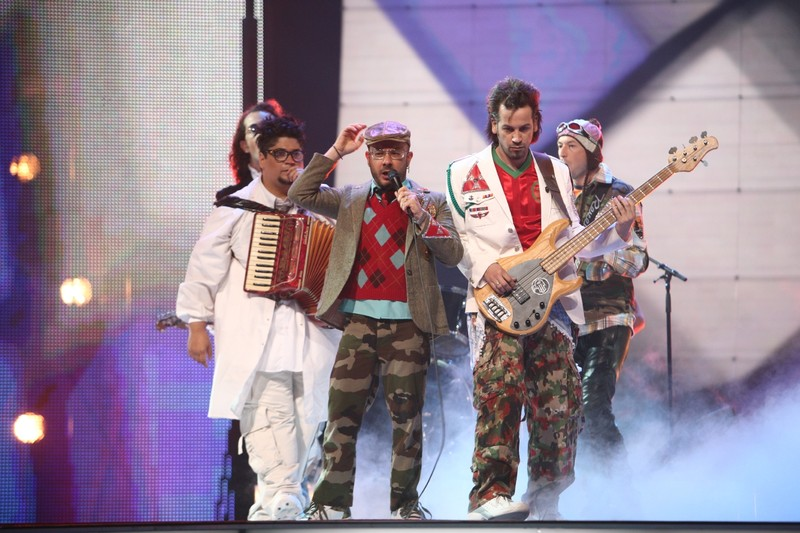
Teapacks v Helsinkách (2007)
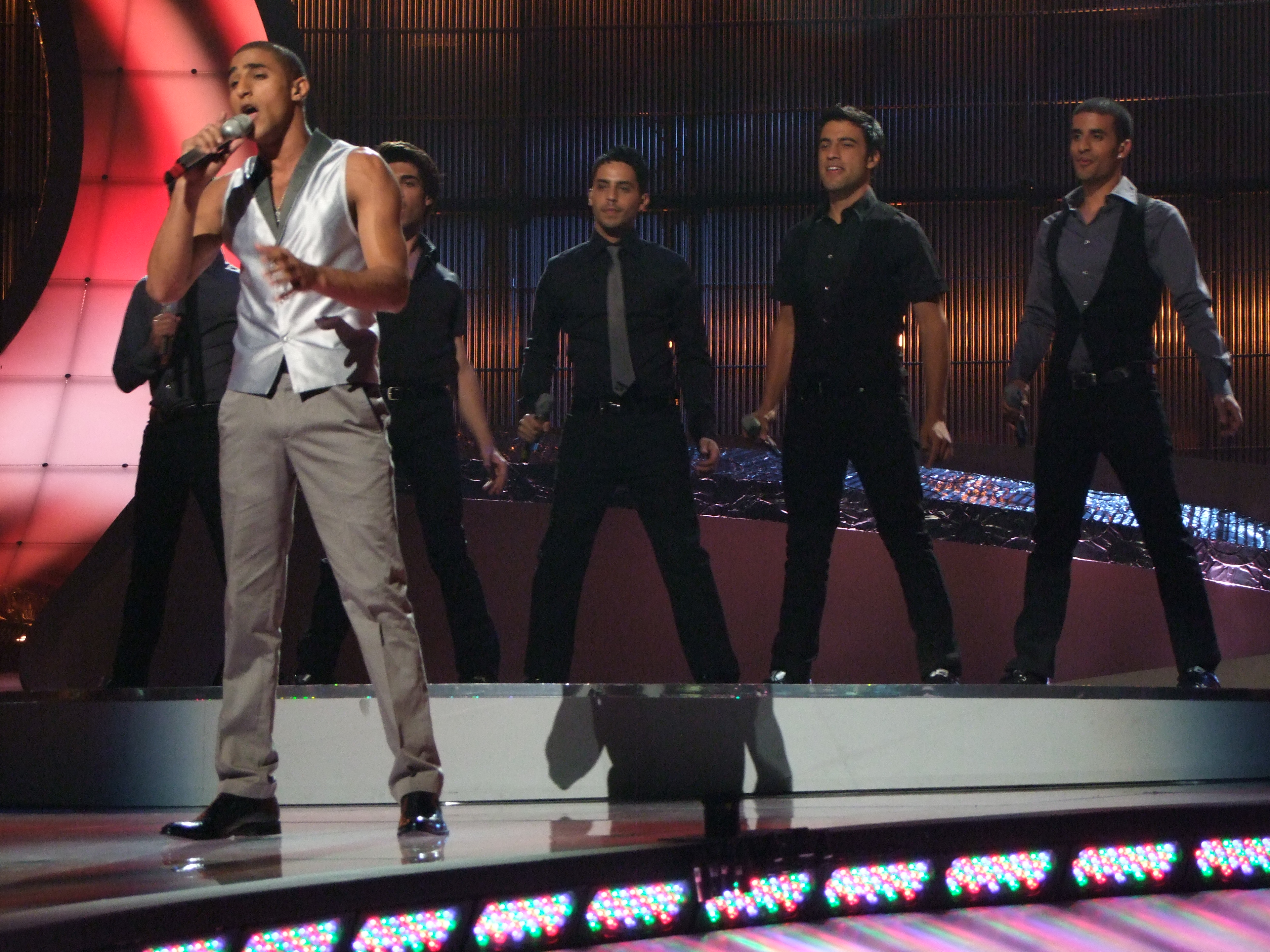
Boaz v Bělehradu (2008)
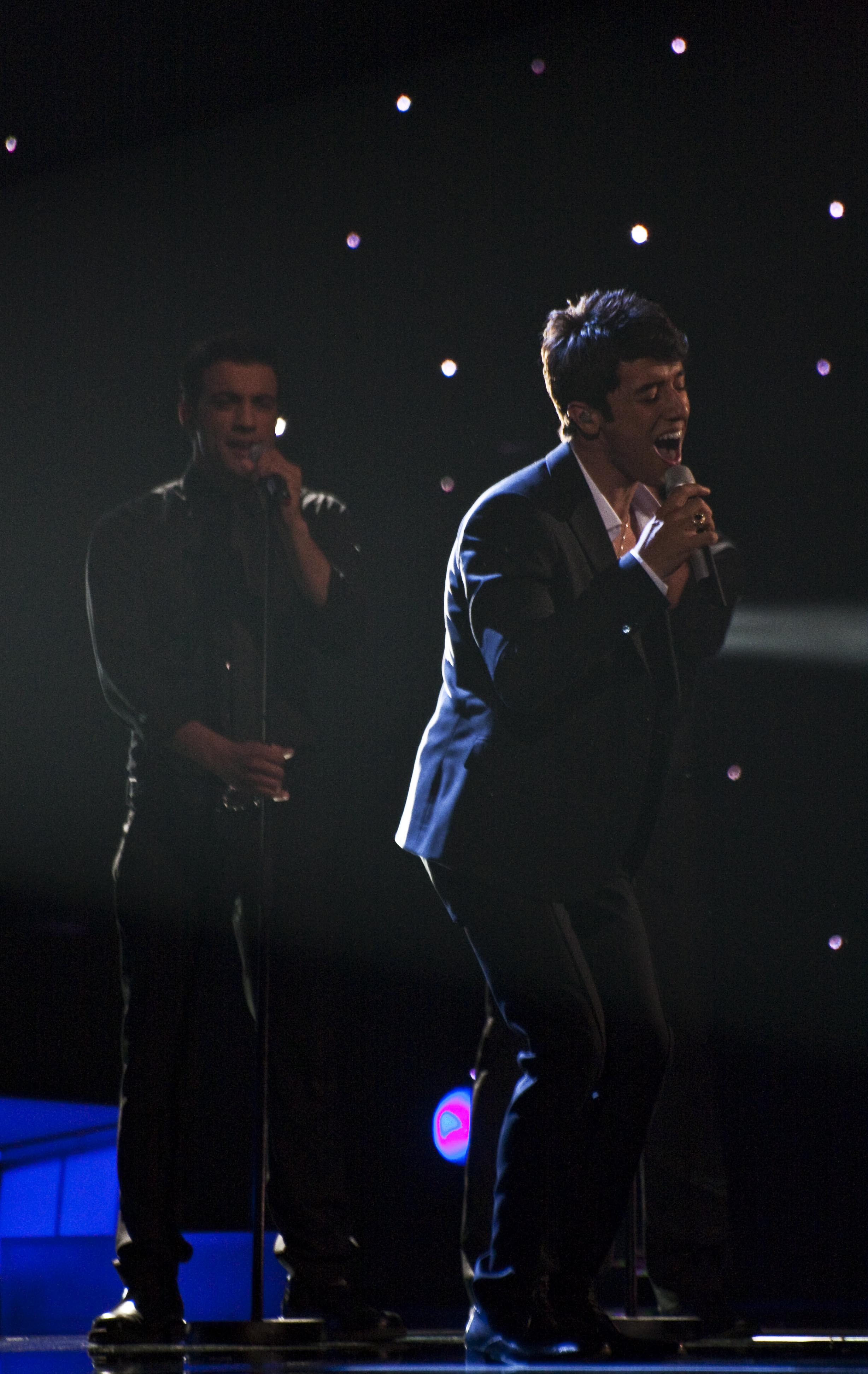
Harel Skaat v Oslu (2010)
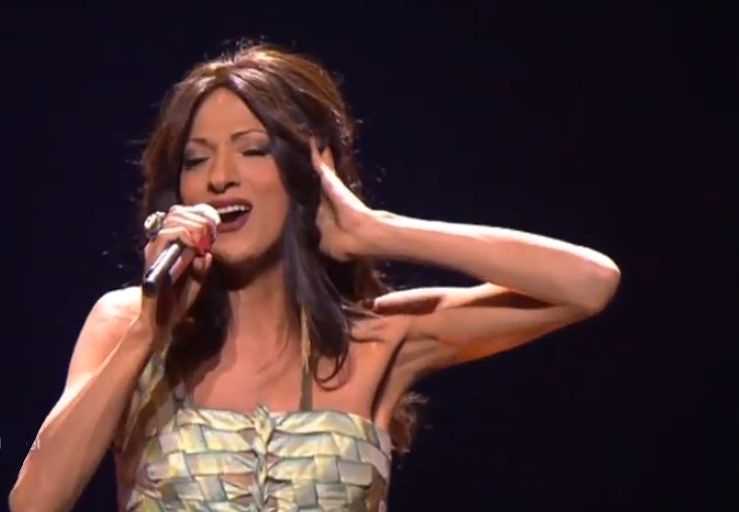
Dana International v Düsseldorfu (2011)
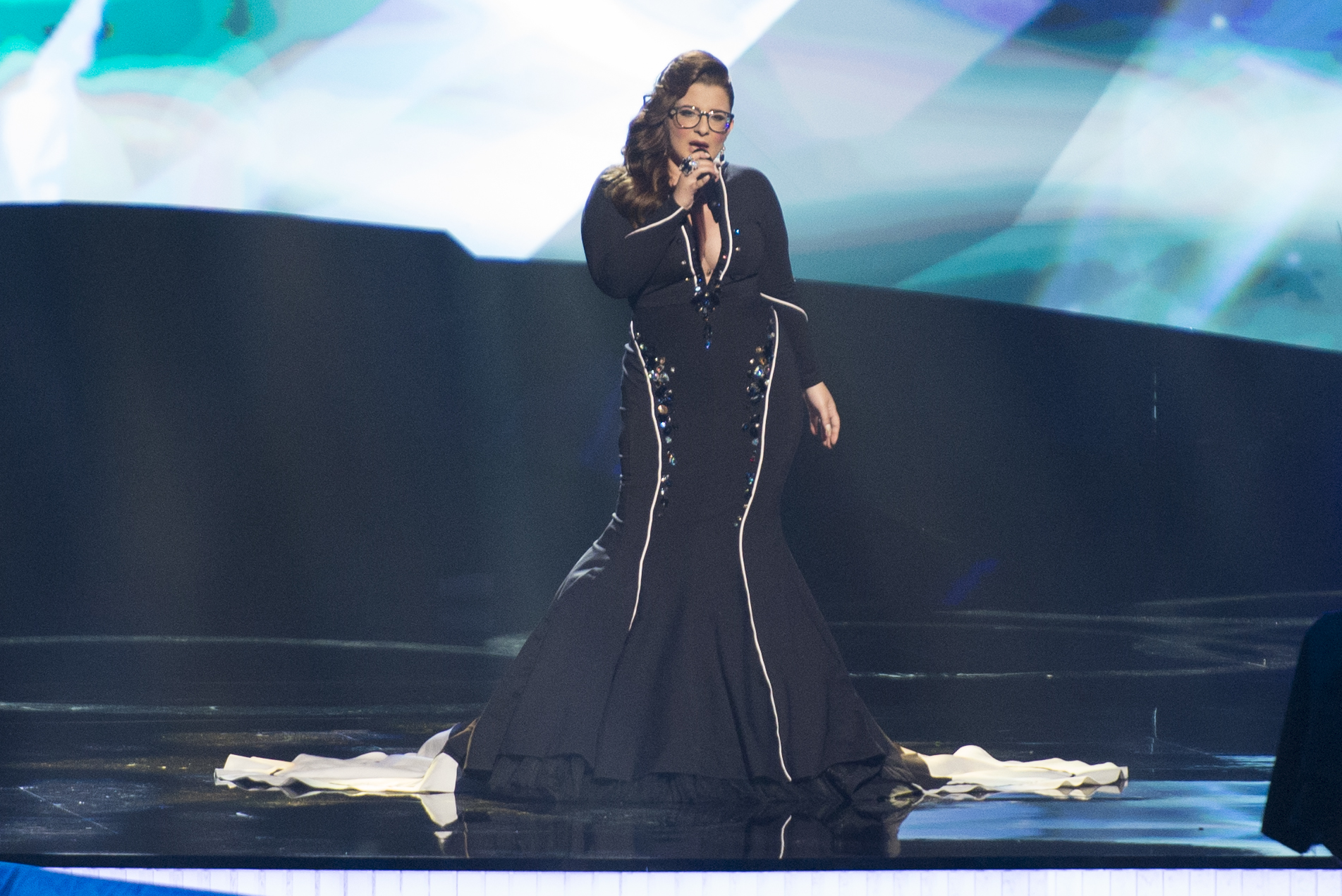
Moran Mazor v Malmö (2013)
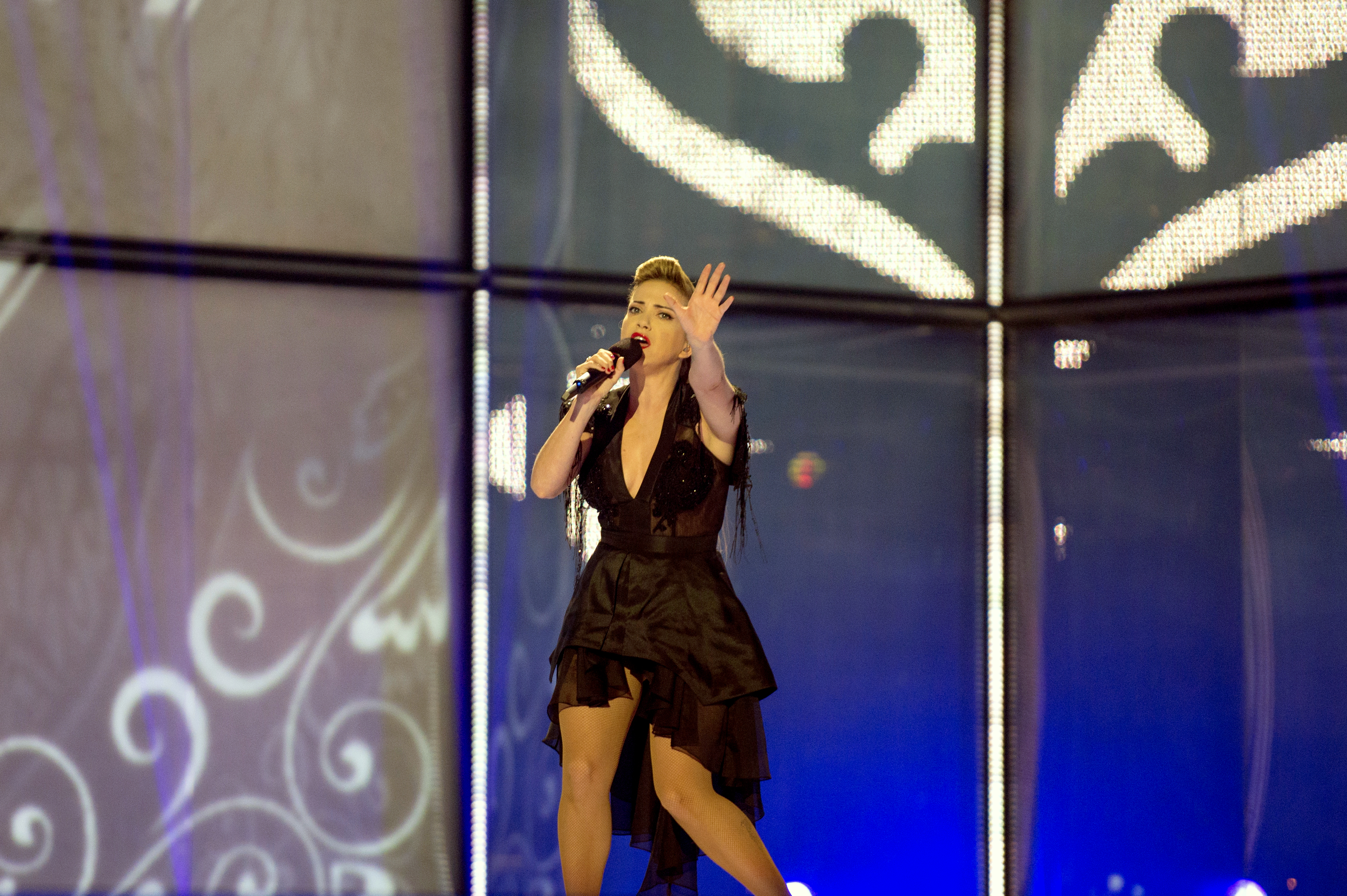
Mei Finegold v Kodani (2014)
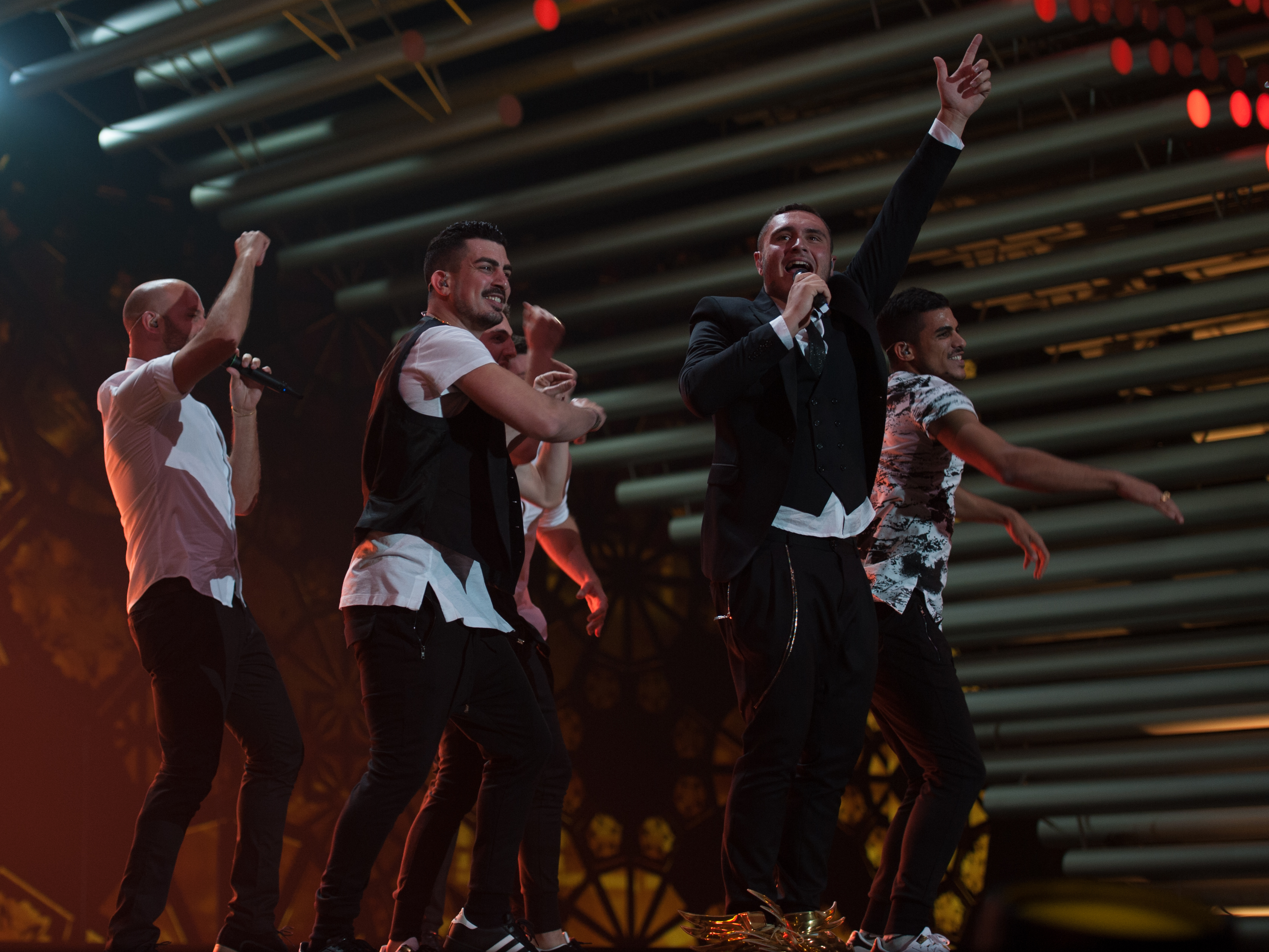
Nadav Guedj ve Vídni (2015)
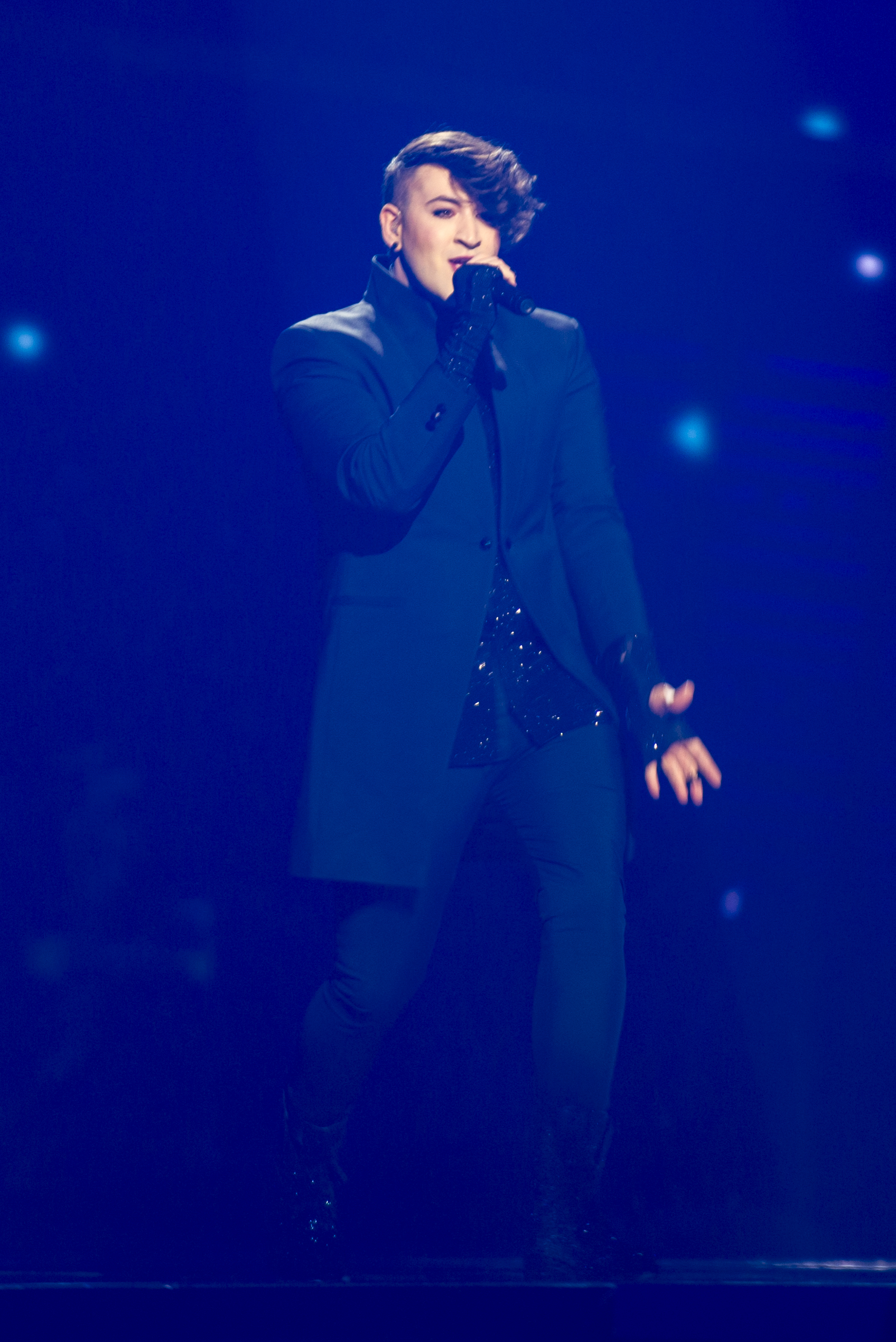
Hovi Star ve Stockholmu (2016)
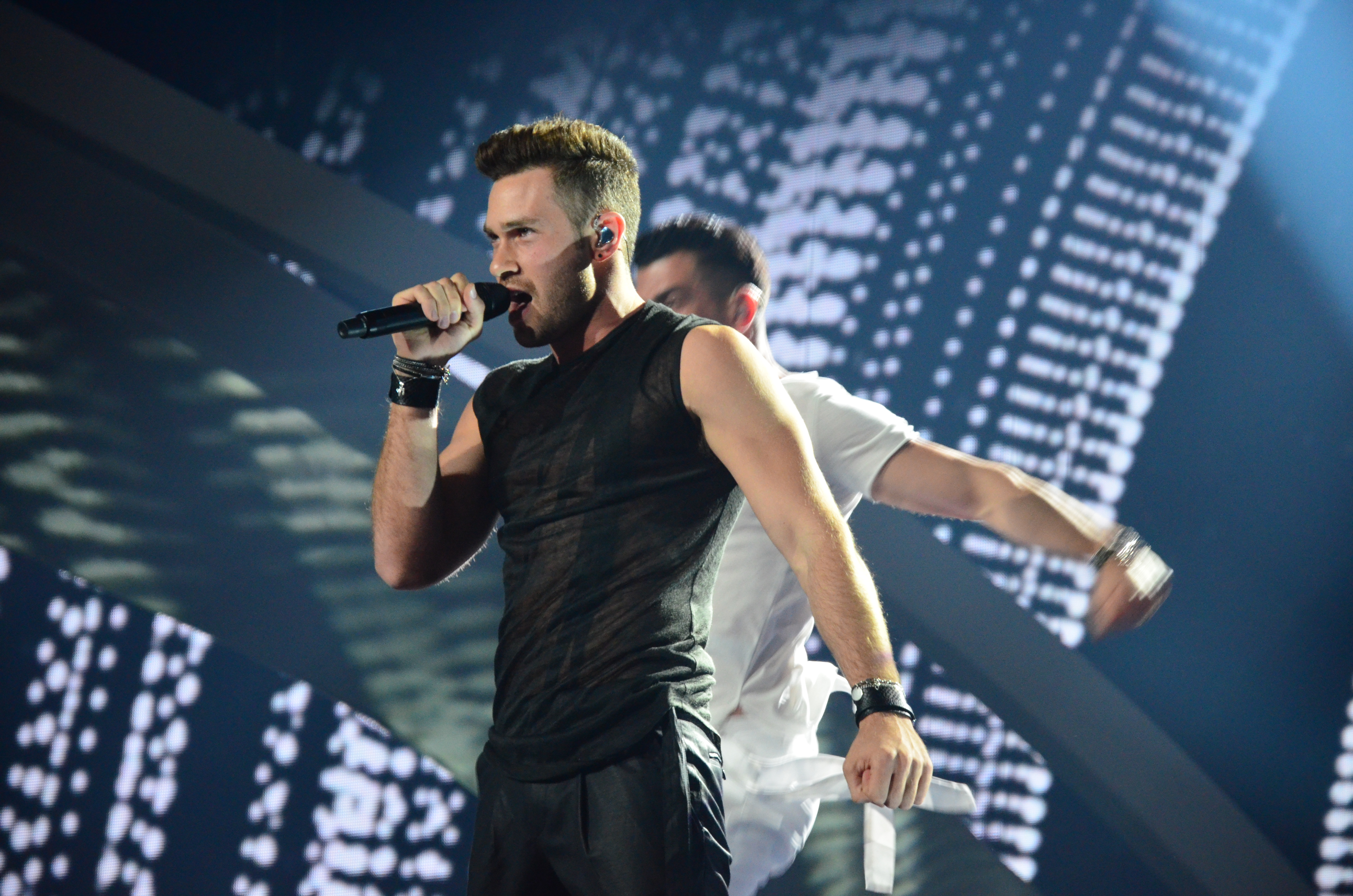
IMRI v Kyjevě (2017)
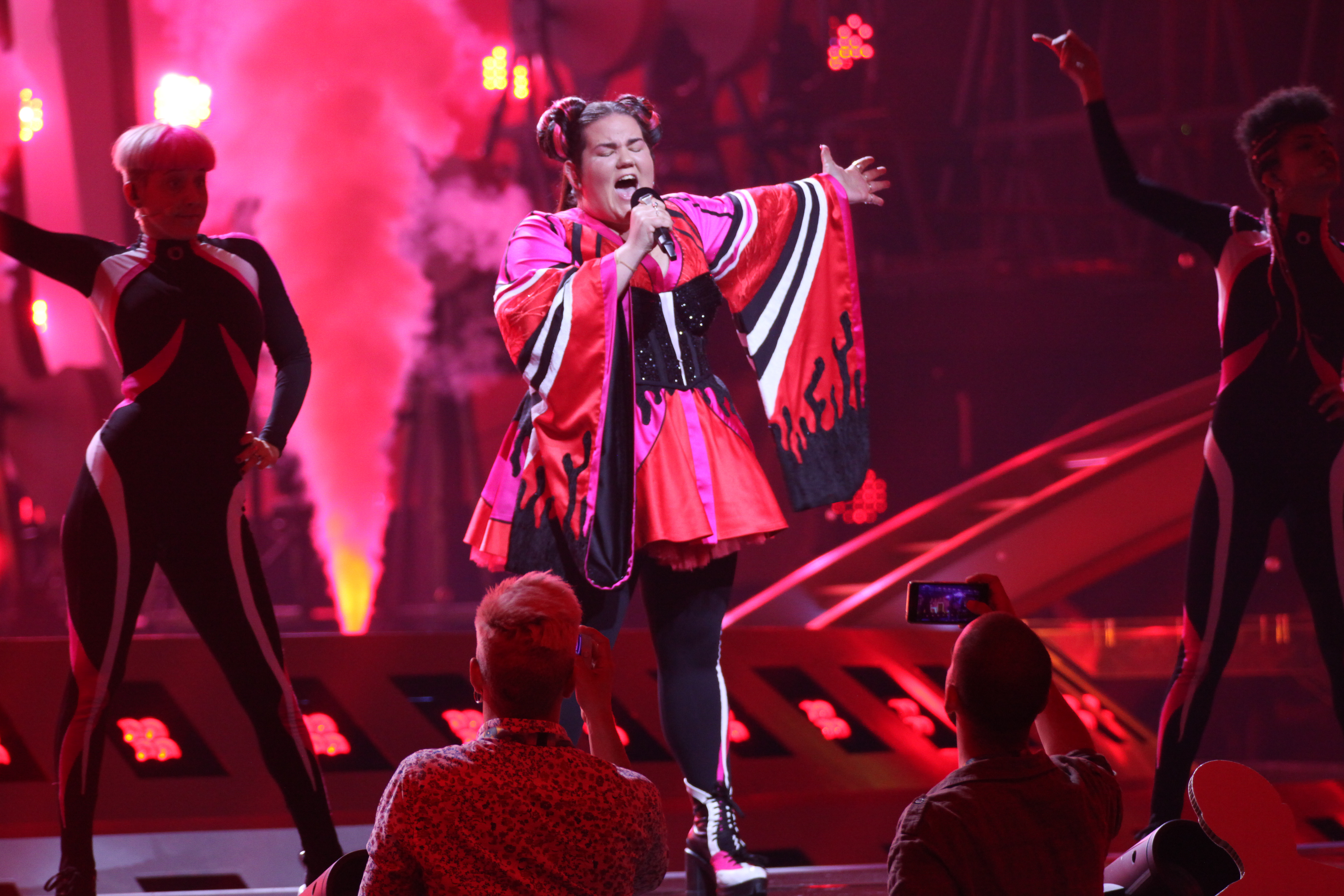
Netta v Lisabonu (2018)
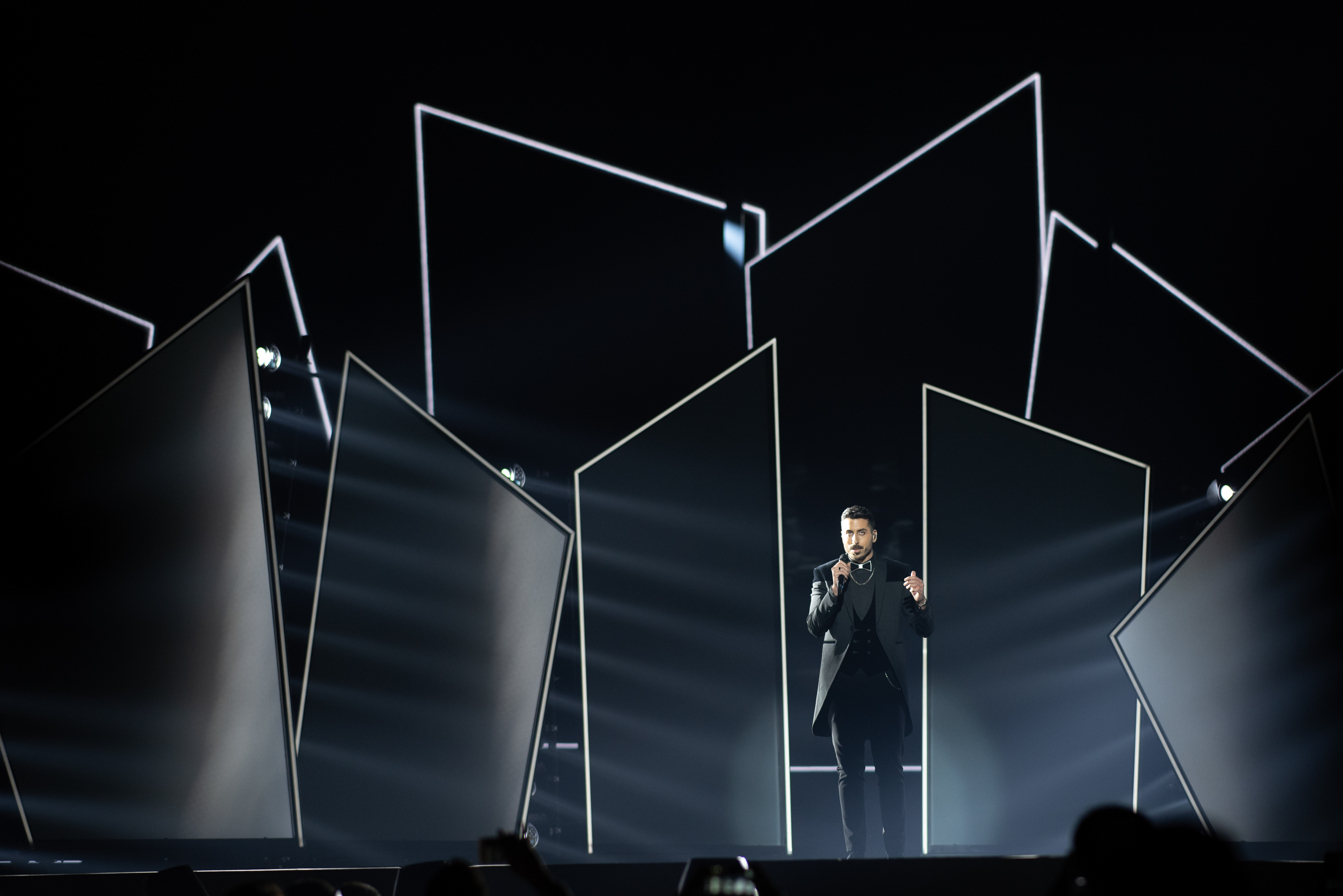
Kobi Marimi v Tel Avivu (2019)
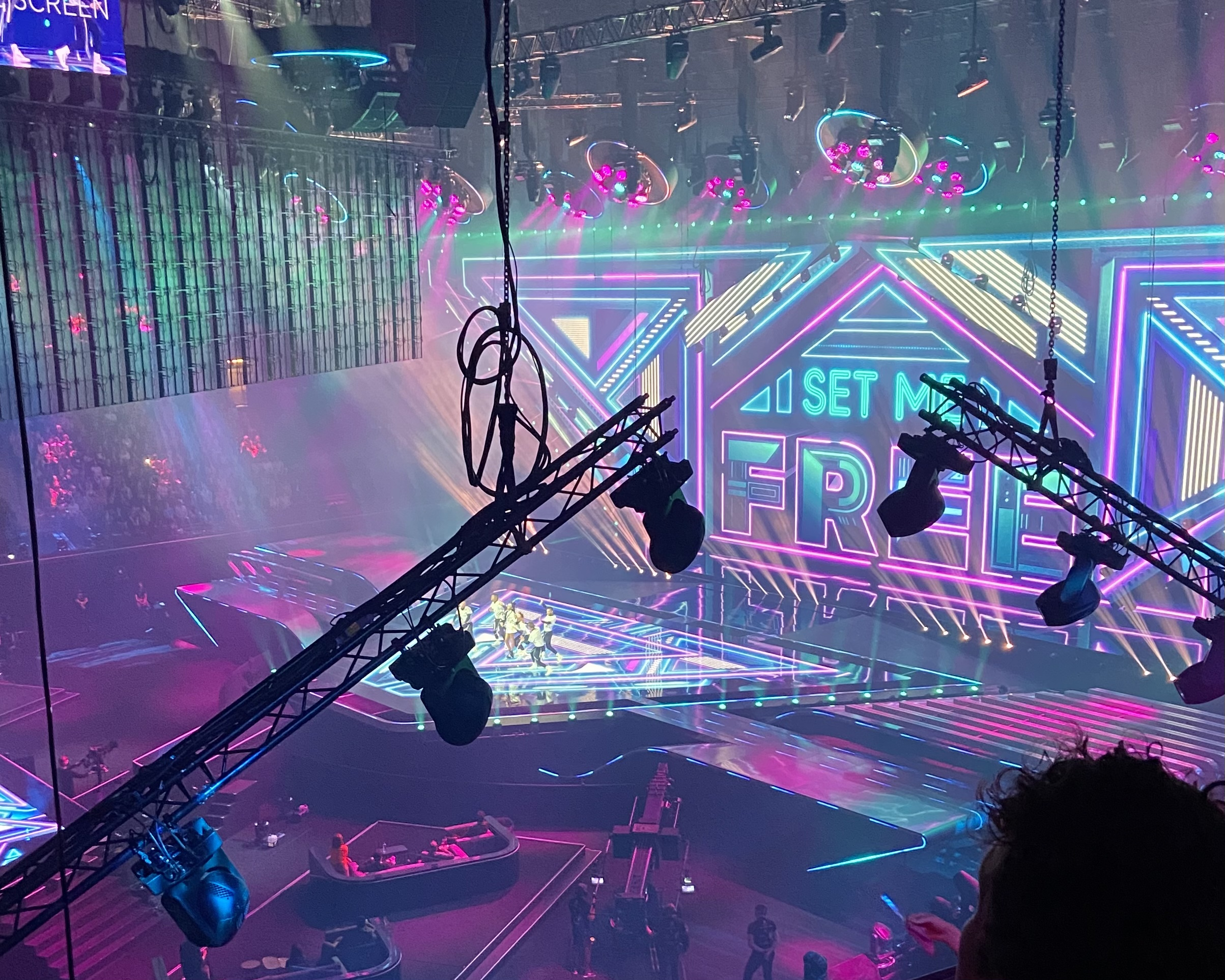
Eden Alene v Rotterdamu (2021)
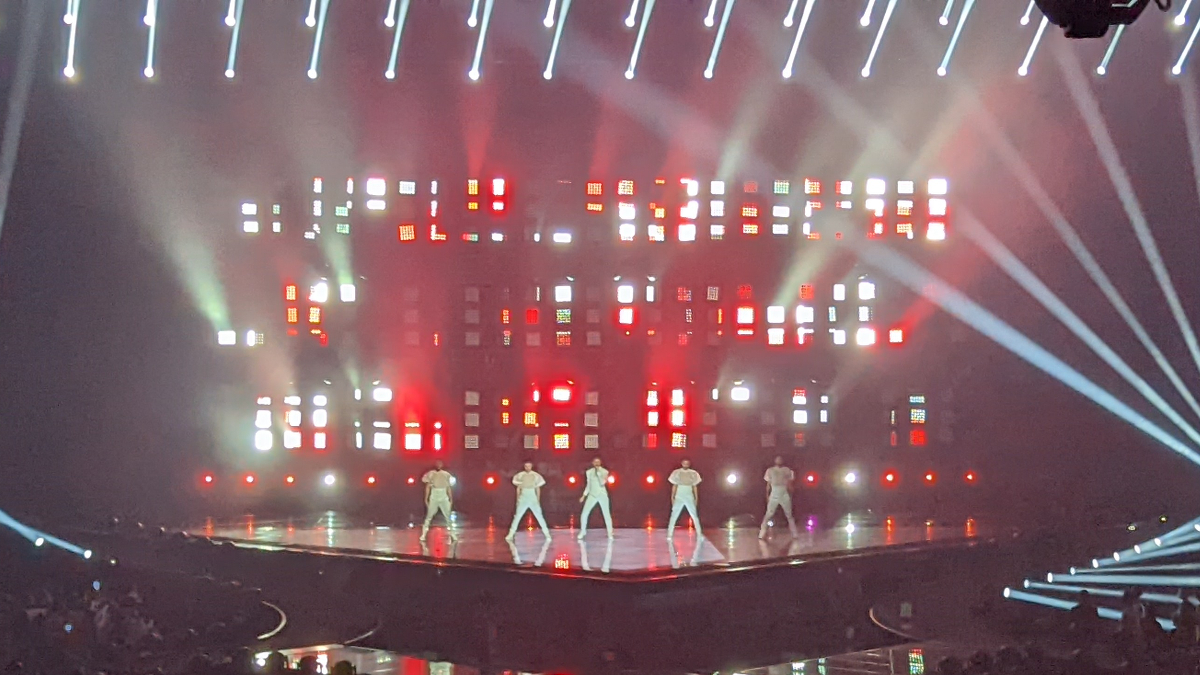
Michael Ben David v Turíně (2022)
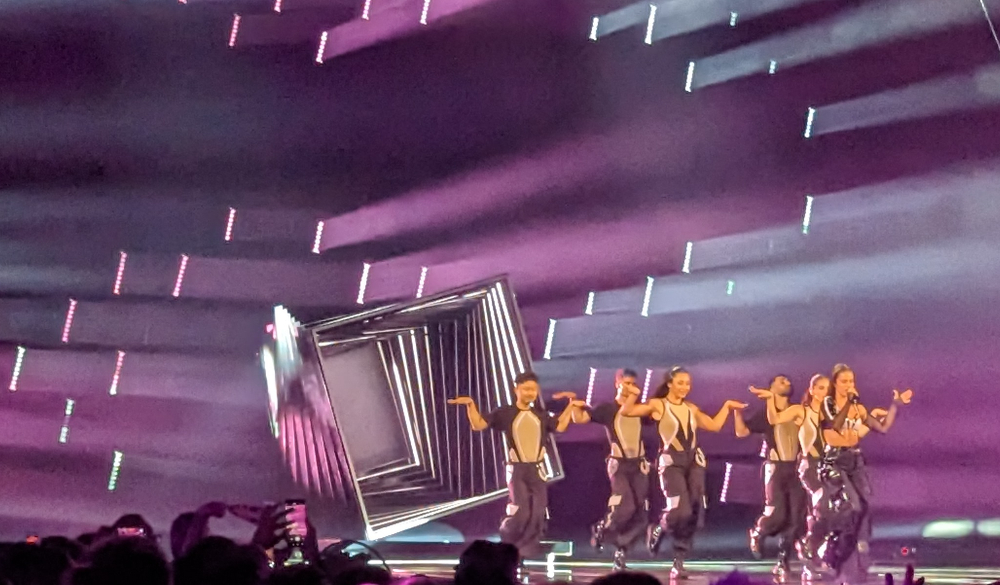
Noa Kirel v Liverpoolu (2023)
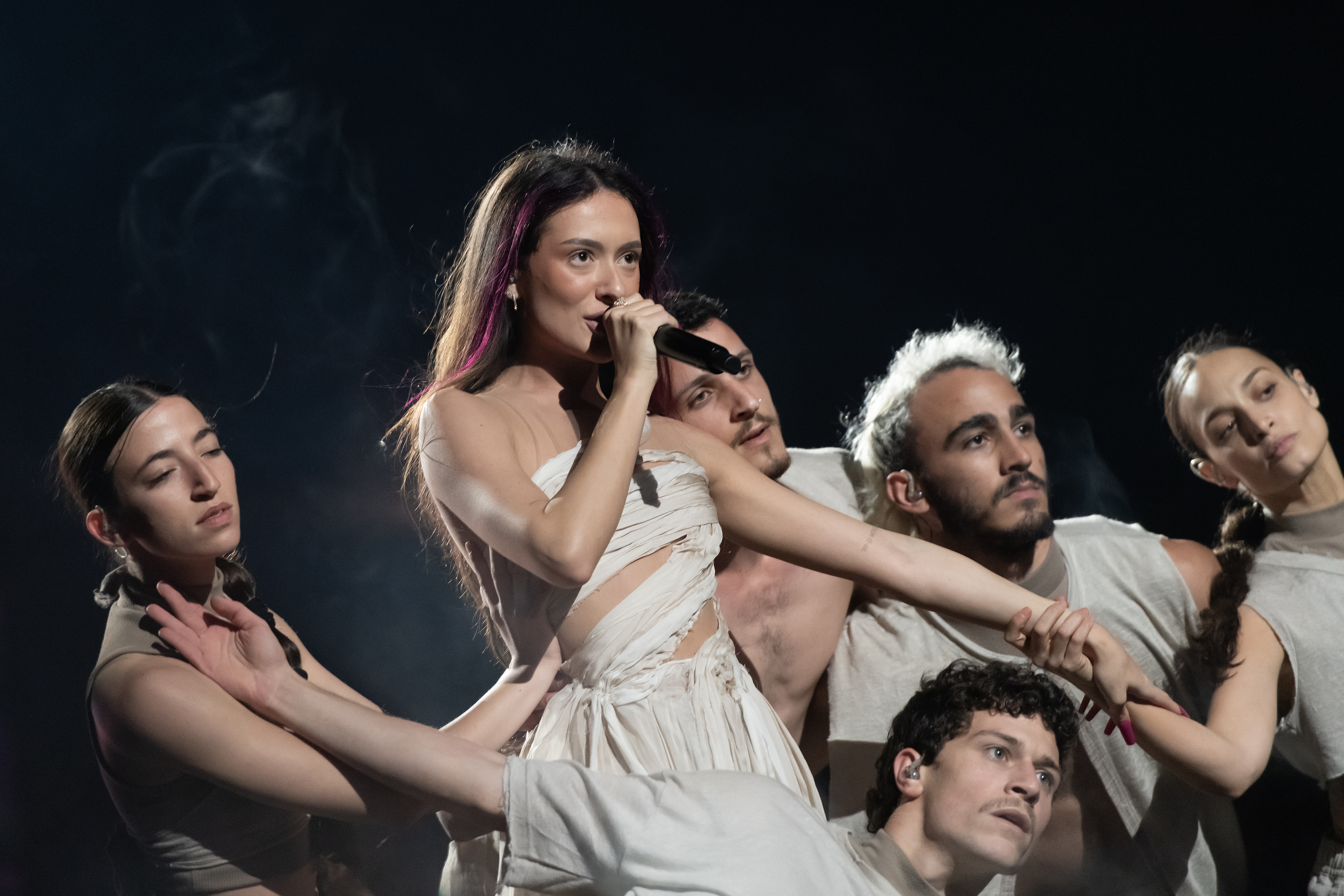
Eden Golan v Malmö (2024)
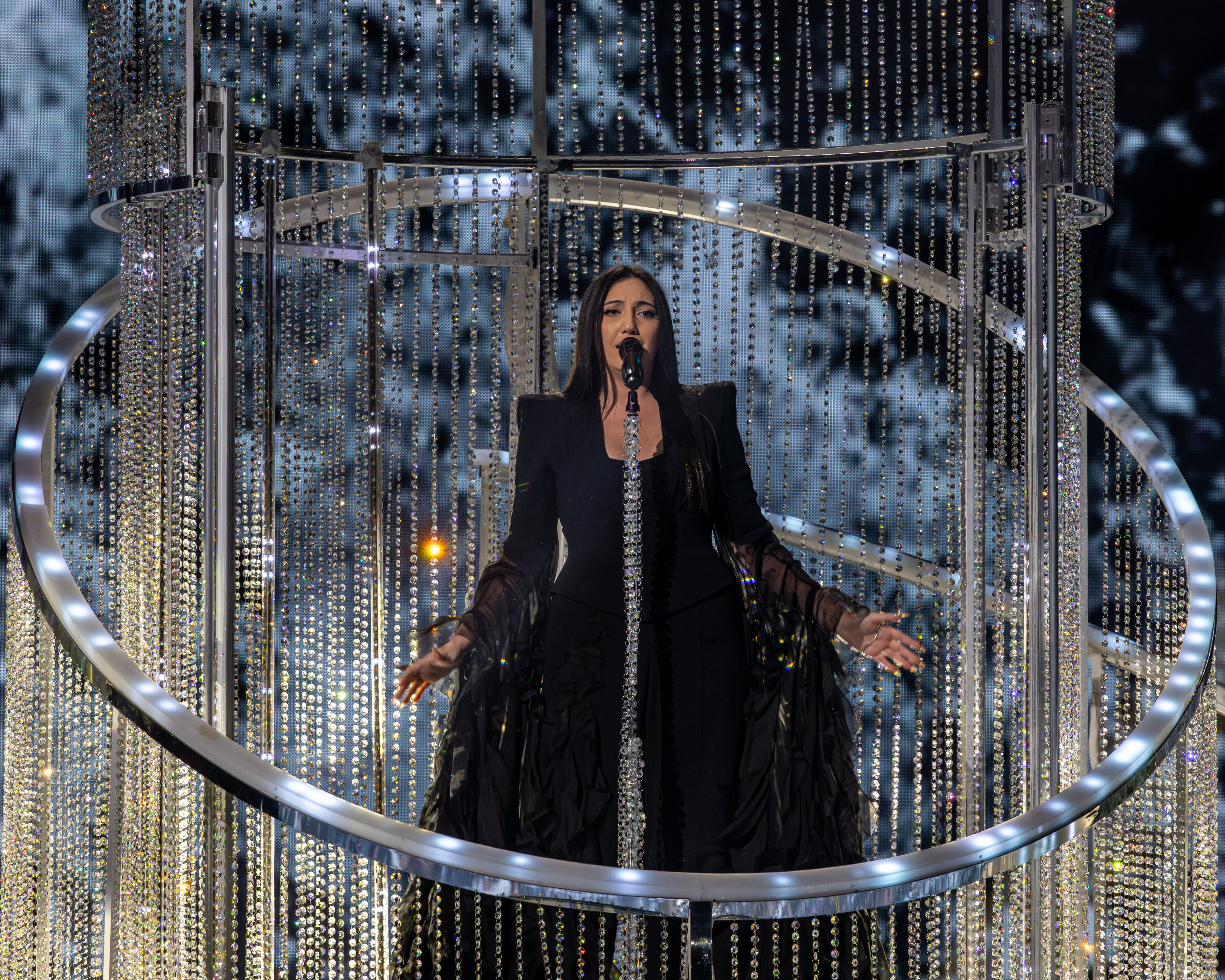
Juval Rafael v Basileji (2025)